# Техничка (велоспорт)
Техничкой в шоссейном велоспорте называют специальный легковой автомобиль для сопровождения и оказания технической помощи велогонщикам во время гонок.

## Описание
В гонках на рубеже 19-20 веков велогонщики зачастую соревновались в гонках индивидуально, везя при этом на себе запасные шины, а еда с одеждой и инструментами висели в мешках на руле.
Со временем для сопровождения и оказания технической помощи велогонщикам стали использовать автомобили-технички. Каждая команда выставляет на гонку свои технички количество и положение которых в гонке регламентируется правилами Международного союза велосипедистов (UCI).
- 3 технички
  - гранд-туры
- 2 технички
  - UCI World Tour — все гонки
  - UCI Continental Circuits — гонки категорий 1.HC, 2.HC, 1.1, 2.1
- 1 техничка
  - все остальные гонки

Их порядок в гонке определяется стартовым протоколом, а последующих этапах определяется положением команды в командной или её лучшего гонщика в генеральной классификации. В гонке они располагаются позади групп гонщиков.
Также организаторы гонки выставляют нейтральные технички при поддержке производителей велоиндустрии, таких как Mavic или Shimano. Они, в отличие от командных, оснащаются велосипедами и запчастями велопроизводителей, представленных в гонке, и используются для поддержки недалеко уехавшего отрыва, на участках со сложным рельефом, когда командные технички не могут быть рядом со своими гонщиками. Помимо этого, могут присутствовать мотоциклы с запасными колёсами или бачками с водой.
Гонщики могут получать помощь только от своей или нейтральной технички или машины-метлы.
Во время гонки за рулём командной технички находится спортивный директор, который общается по радио со своими гонщиками, помощниками команды и руководством гонки. Информирует своих гонщиков о текущих событиях в гонке, опасных местах или погодных явлениях. Снабжает своих велогонщиков бутылками с водой, продуктами питания, одеждой и обувью. Иногда при этом «подвозя» их — так называемый sticky bottle. На заднем сиденье находится механик с запасными колёсами и прочим необходимым инвентарём, который также может оказать техническую помощь прямо на ходу. На крыше машины располагаются запасные велосипеды и колёса.

## Галерея

Технички
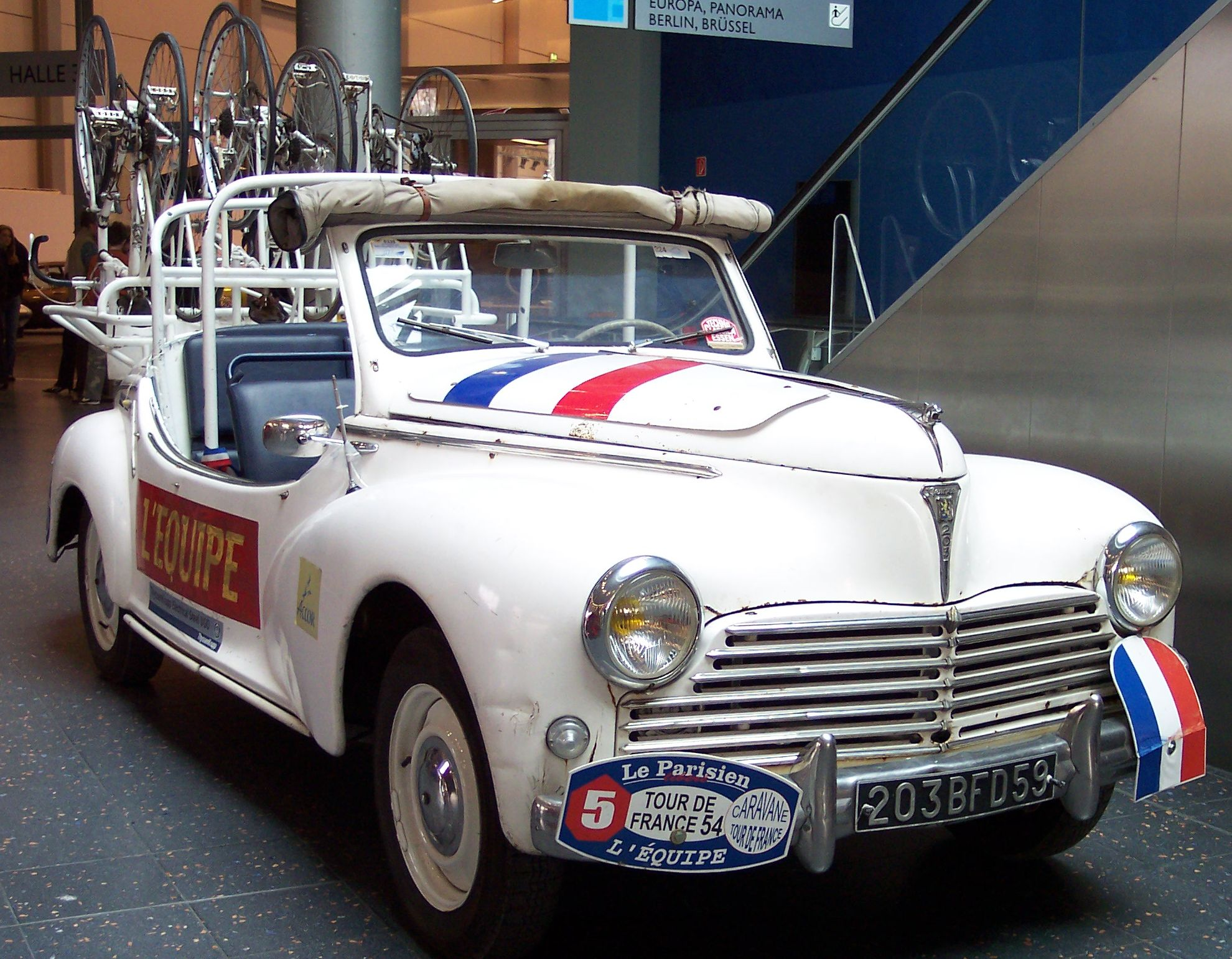
Техничка 1954 года
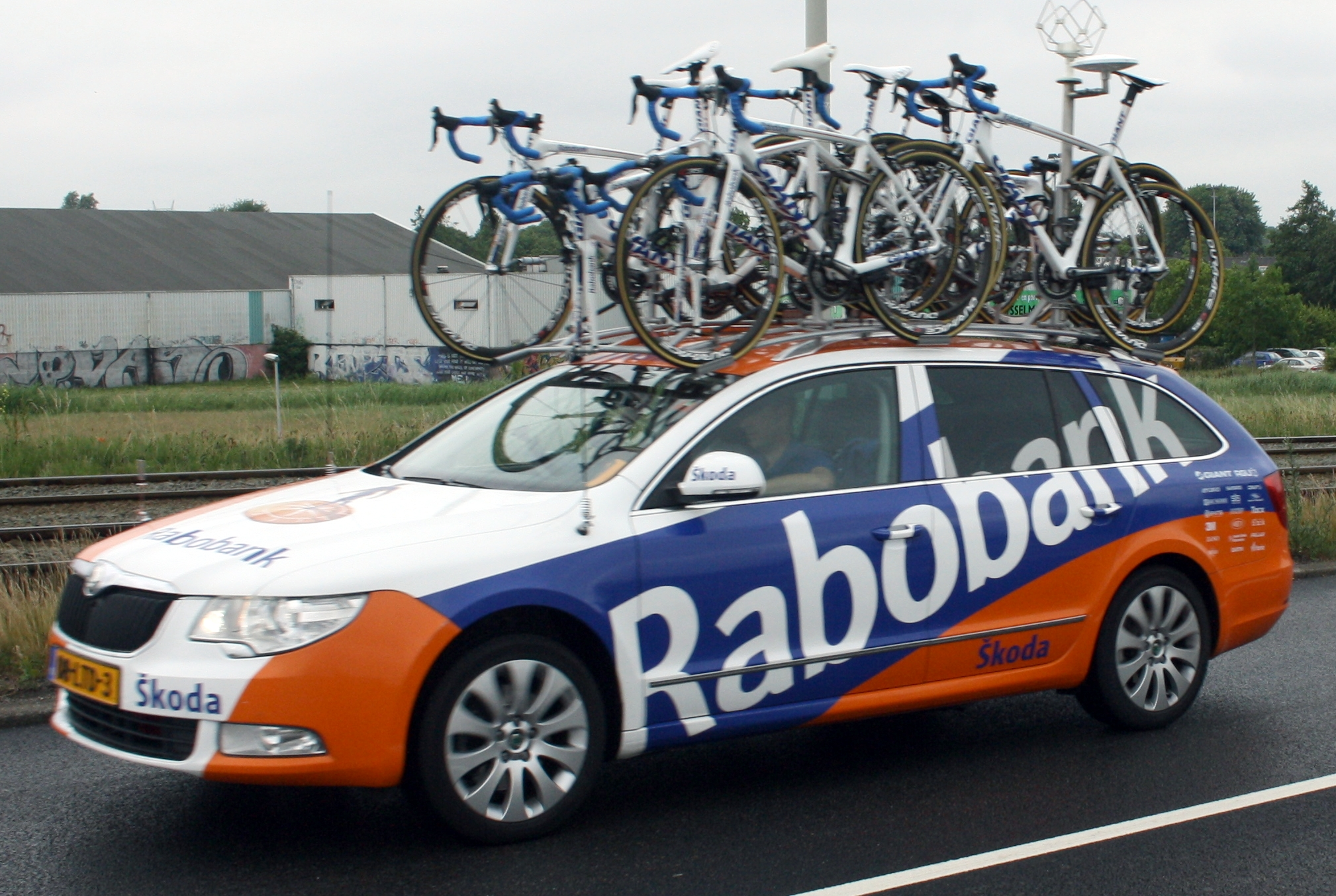
Техничка 2011 года
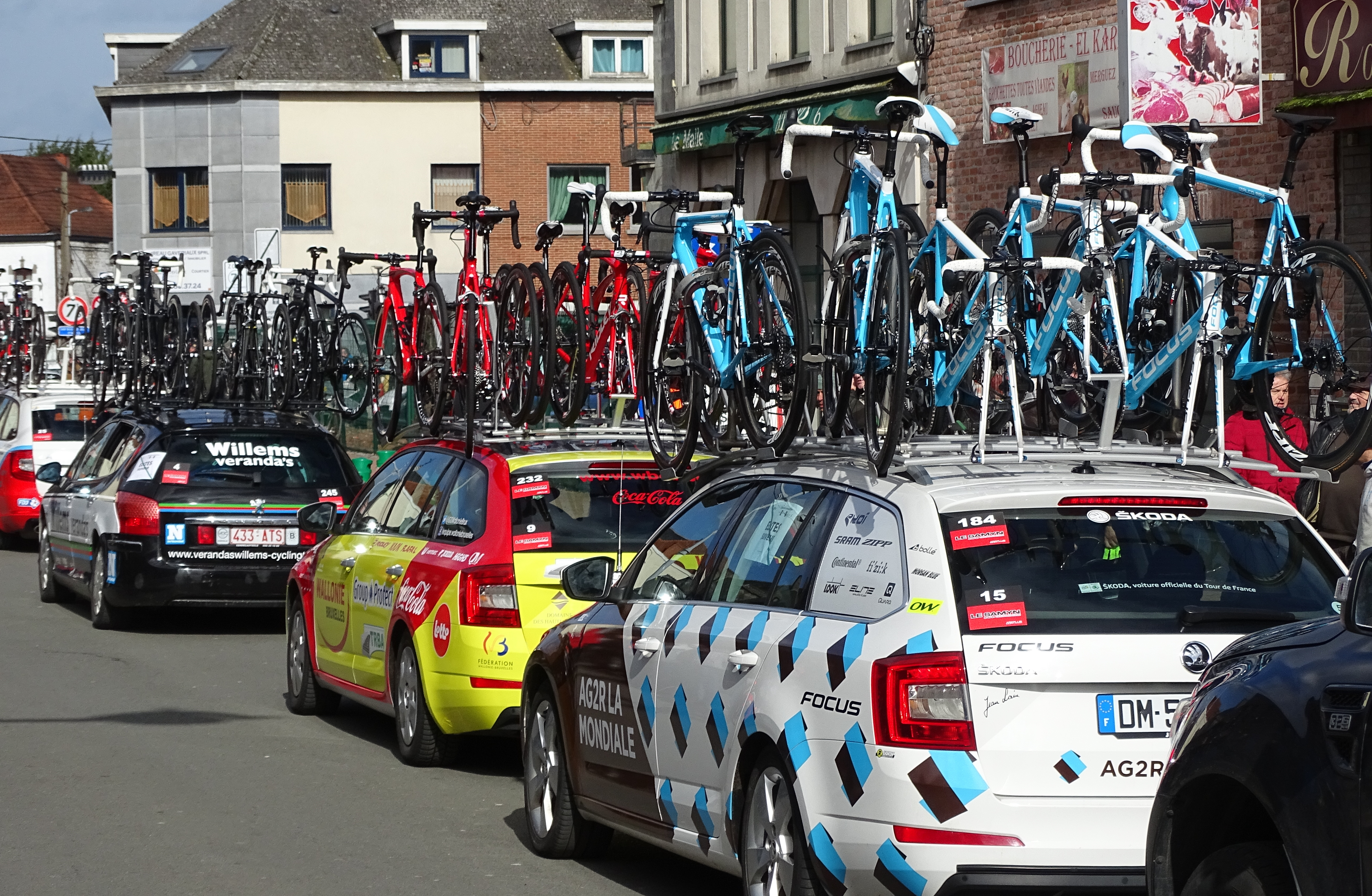
Караван техничек в гонке

Действия во время гонок
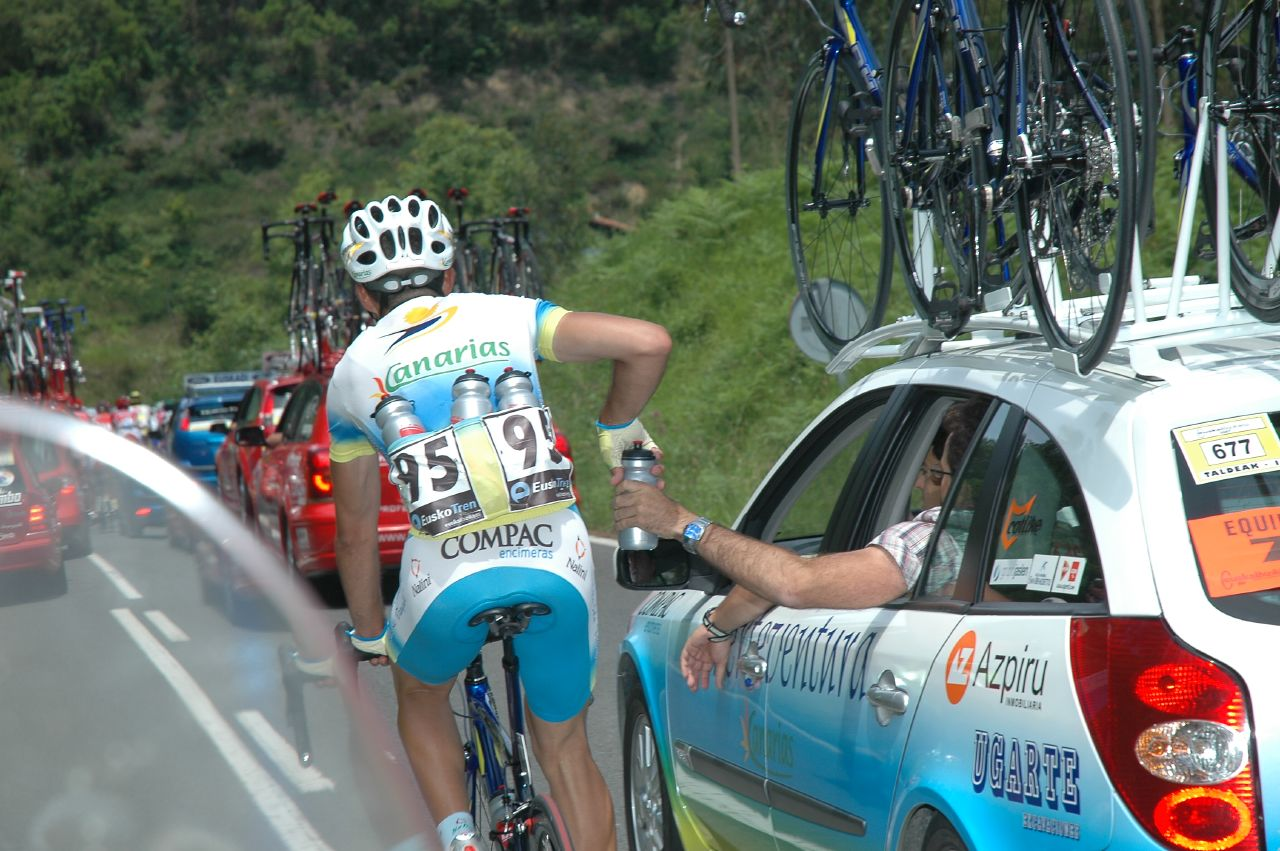
«Подвоз» гонщика — sticky bottle
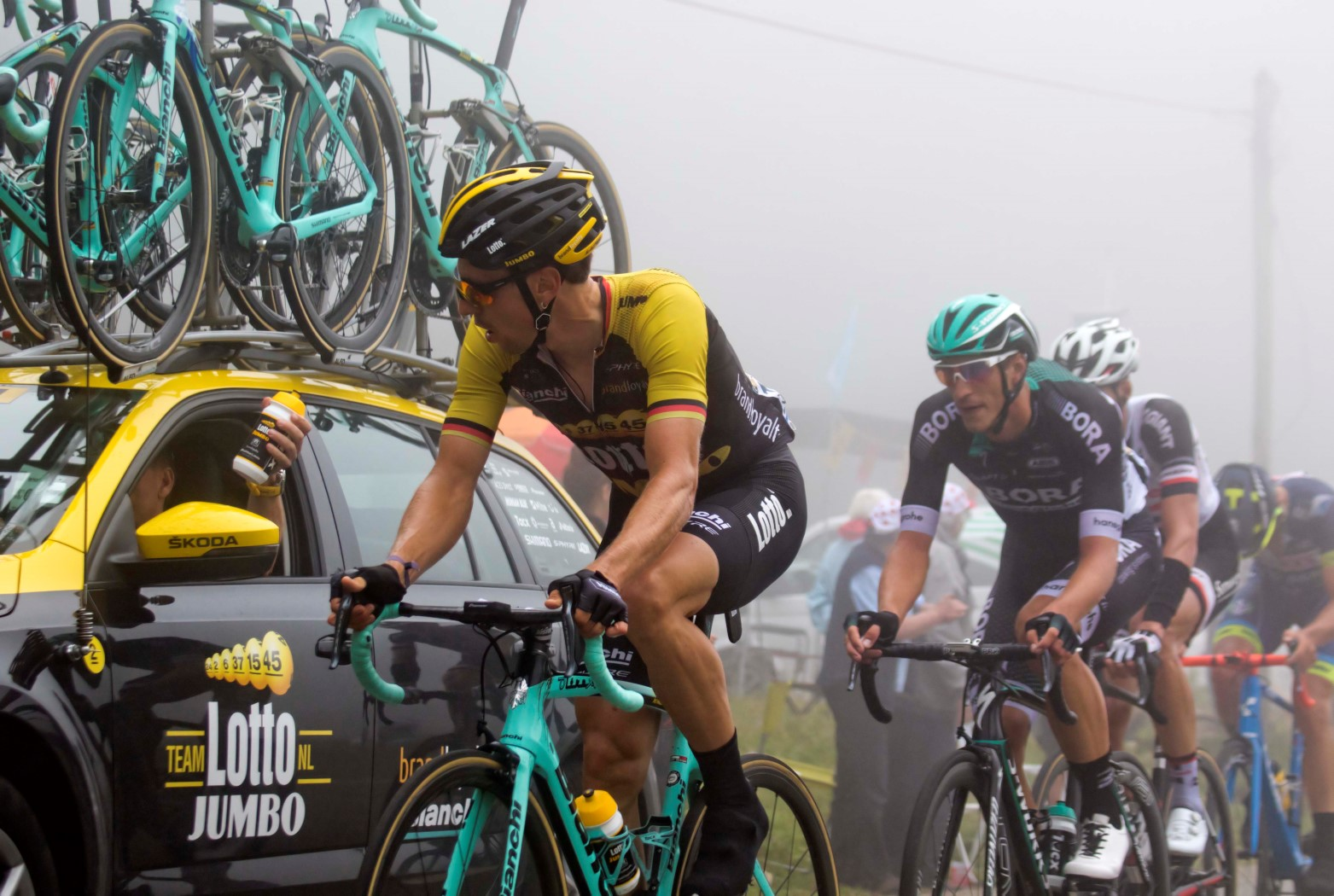
Передача бачка спортивным директором
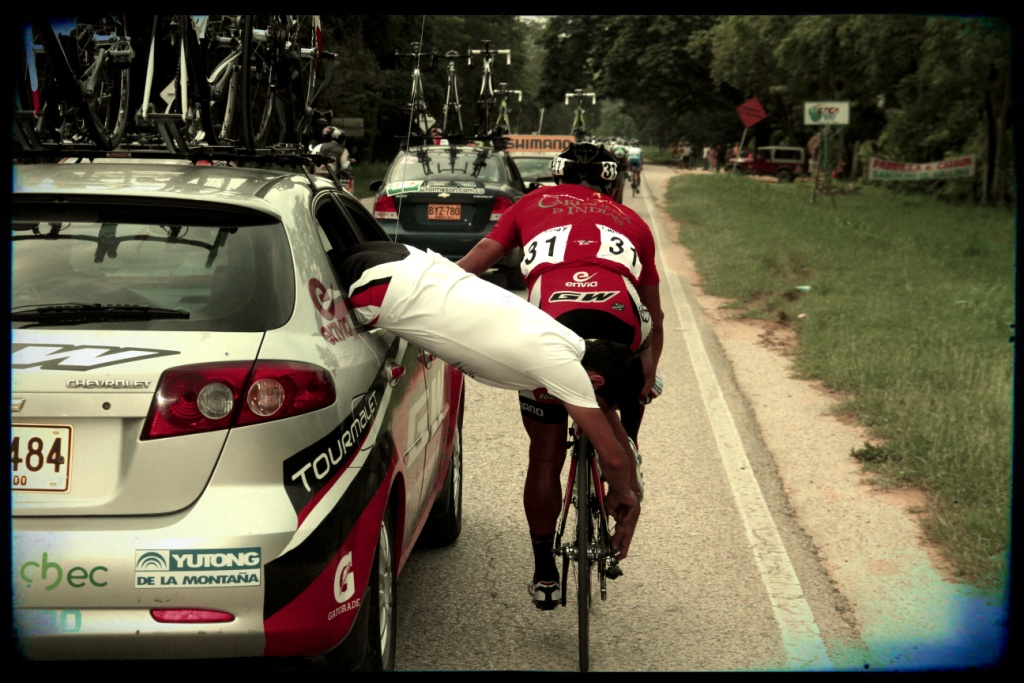
Оказание помощи на ходу
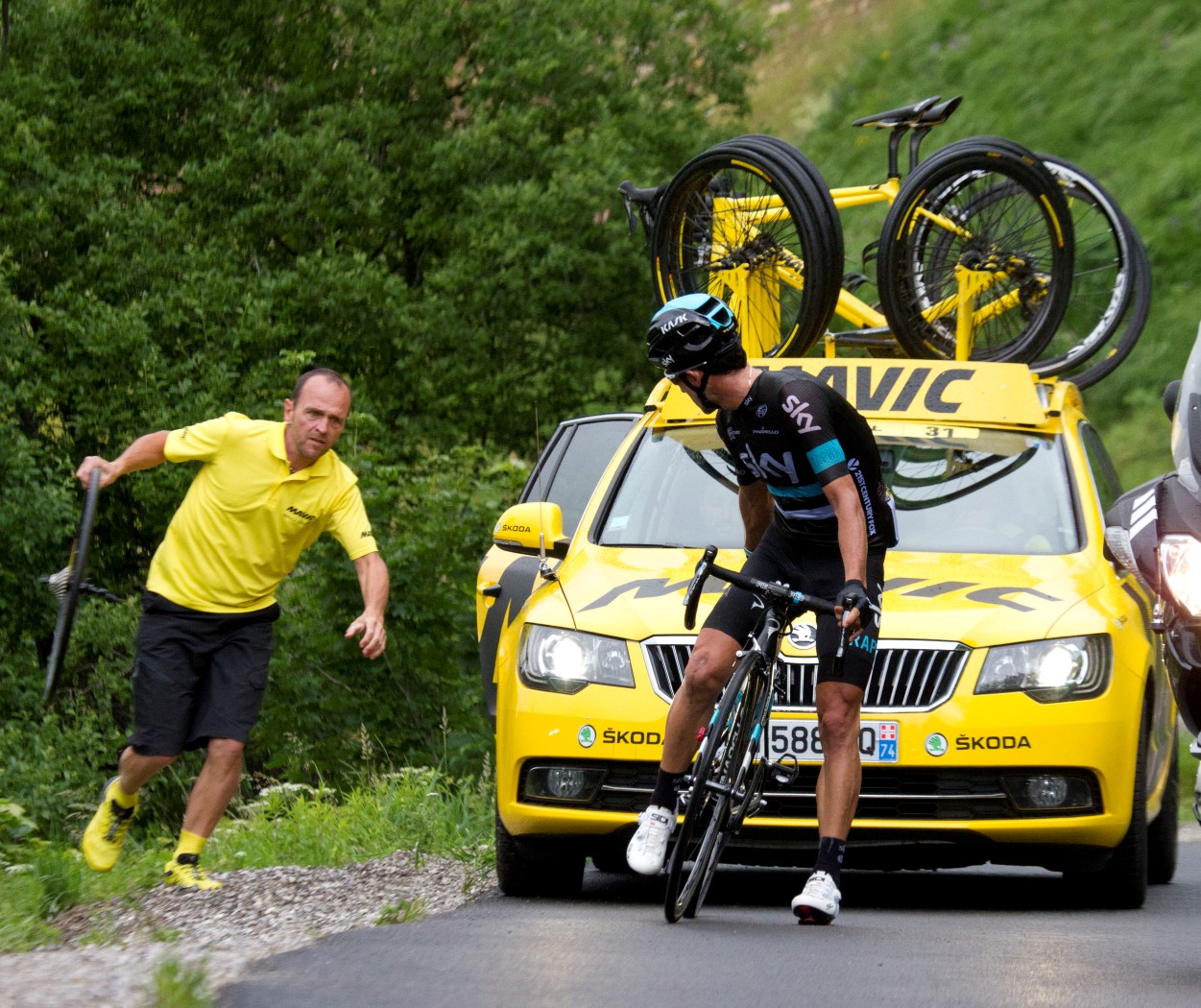
Веломеханик нейтральной технички оказывает техпомощь